# 力寶有限公司
力寶有限公司，簡稱力寶（英語：LIPPO LIMITED，港交所：0226），於1991年由印尼財團力寶集團進行收購，在7月30日更名前為萬衆財務（香港）有限公司而來。
旗下上市公司為力寶華潤有限公司、香港華人有限公司。
現時業務為從事投資控股、物業投資、物業發展、酒店營運、食品業務、物業管理、項目管理、礦產勘探、金融投資等。而主席為李棕（力寶集團創辦人李文正之子），總裁為李聯煒（與李文正家族無關）。
總部位於香港金鐘道89號力寶中心2座40樓。
2015年4月23日，力寶和力寶華潤旗下China Gold Pte. Ltd.，計劃收購剩餘Asia Now Resources Corp.，根據資料，兩者公司持有Asia Now Resources52.22%（60,735,104 股 ）股權，完成後，Asia Now Resources將會撤銷TSX創新交易所上市。

## 連結
- LippoLtd.com.hk（页面存档备份，存于）